# Verdun (metrostation)

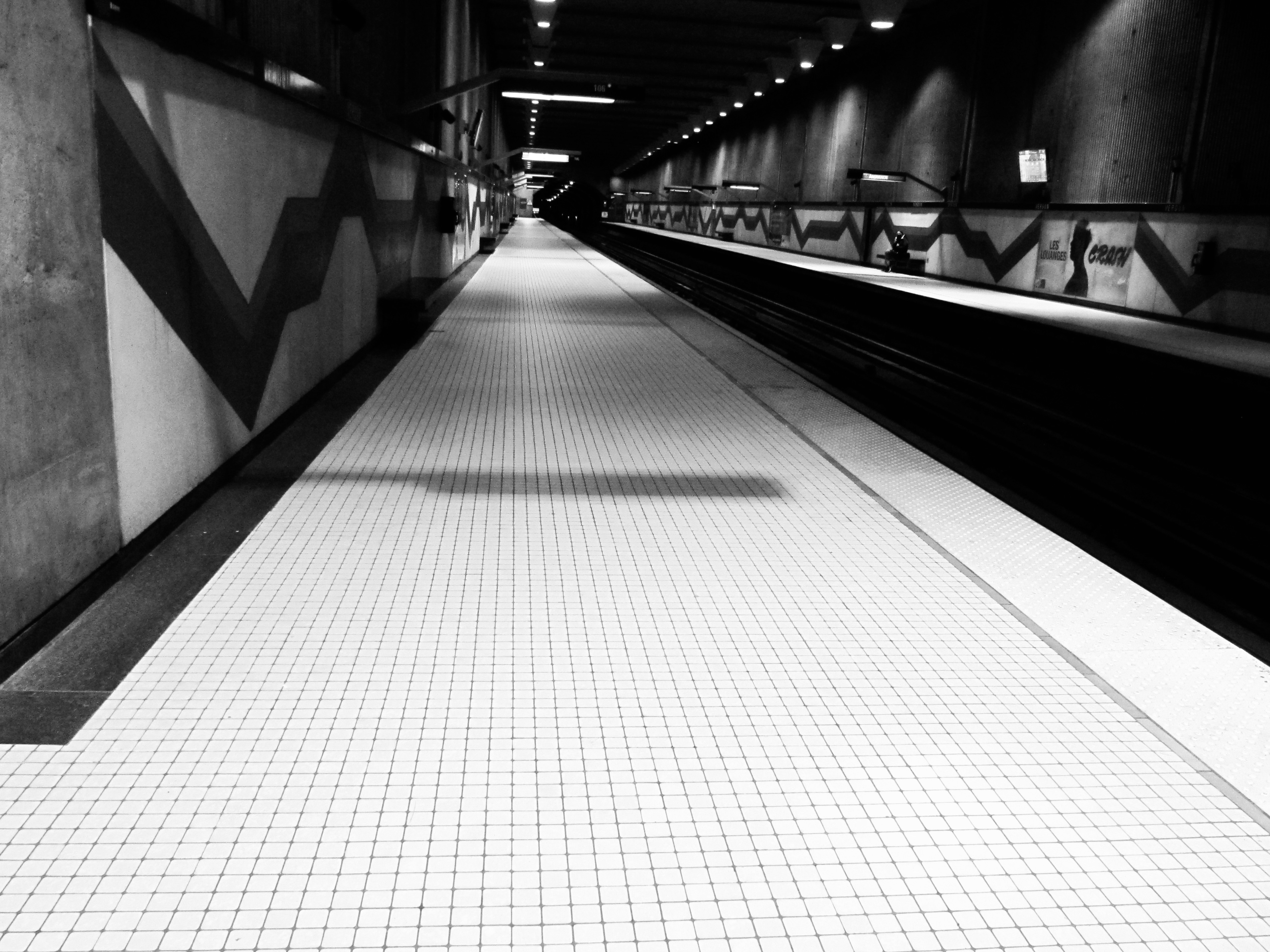
Deze foto toont, nog versterkt door de aanwezigheid van de vloerbetegeling, hoe het perron van het station Verdun geleidelijk versmalt, en zo, samen met het langzaam dalende plafond, een versterkt perspectief creëert.

Verdun is een metrostation in het arrondissement Verdun van de Canadese stad Montréal in de provincie Québec. Het station werd geopend op 3 september 1978 en wordt bediend door de groene lijn van de metro van Montréal. In 2019 werd het door 1.911.387 vertrekkende reizigers gebruikt.
Het station is genoemd naar de rue de Verdun, die niet naar de Franse stad Verdun verwijst, maar naar de 17de-eeuwse Fief-de-Verdun, door Zacharie Dupuis naar zijn Zuid-Franse geboorteplaats Saverdun genoemd.
Het station is ontworpen door architect Jean-Maurice Dubé. Ondanks de zeer grote diepte (21,9 meter) werd het, omwille van de aanwezige schalieformaties, in een open put gebouwd, wat de ruimtelijke ervaring zeer ten goede komt. In westelijke richting heeft het station een versterkt perspectief, omdat het plafond verlaagt en de perrons enigszins versmallen.
De kunstenaars Antoine Lamarche (1939) en Claude Théberge (1934-2008) verzorgden grafische motieven in de betonnen wanden van het station, vervolledigd met gekleurde motieven onderaan. Ook in het nabije station De L'Église hebben beide kunstenaars samengewerkt.